# Ковалевский, Владимир Петрович
Влади́мир Петро́вич Ковале́вский (род. 14 августа 1949, Чкалов) — ректор Оренбургского государственного университета (2006—2015)., председатель Совета ректоров вузов Оренбургской области с 2009 г., заслуженный работник высшей школы Российской Федерации (2000).

## Биография
После окончания восьмого класса средней школы в 1964 году начал работать учеником токаря на Оренбургском инструментальном заводе, затем стал токарем экспериментальной группы. Одновременно учился в вечерней школе.
В 1967 году поступил в Оренбургский филиал Куйбышевского политехнического института им. В. В. Куйбышева и в 1972 году окончил Оренбургский политехнический институт (ОрПтИ) по специальности «Технология машиностроения, металлорежущие станки, резание, инструменты». По распределению был направлен на кафедру сопротивления материалов и деталей машин ОрПтИ.
В 1972—1973 гг. проходил службу в рядах Советской армии в Группе советских войск в Германии. Затем работал в ОрПтИ сначала в должности инженера, затем ассистента и старшего преподавателя.
С 1980 по 1983 год обучался в очной аспирантуре Московского станкоинструментального института и в 1984 году в Московском высшем техническом училище им. Н. Э. Баумана защитил диссертацию на соискание учёной степени кандидата технических наук по специальности 05.02.02 «Машиноведение и детали машин».
С 1983 года работал старшим преподавателем, доцентом, а затем заведующим кафедрой деталей машин ОрПтИ. С 1989 года был проректором по учебной работе, а с 1999 года — первым проректором по учебной работе Оренбургского государственного университета (ОГУ). С 2004 года — первый проректор ОГУ. C 2006 года — ректор ОГУ.
В 1987 году В. П. Ковалевскому присвоено учёное звание доцента, а в 1995 году — профессора.
В период с 1969 по 1991 годы в сфере интересов В. П. Ковалевского были проблемы технических наук. В это же время он выполнил ряд работ в области преподавания технических дисциплин в вузе. Позже эта деятельность расширилась до области организации учебного процесса и развития многопрофильного университетского комплекса.
В 2005 году в Финансовой академии при Правительстве Российской Федерации защитил диссертацию на соискание учёной степени доктора экономических наук на тему «Концепция и методология формирования и управления региональным университетским комплексом» по специальностям 08.00.13 «Математические и инструментальные методы экономики» и 08.00.05 «Экономика и управление народным хозяйством (Теория управления экономическими системами)».
Труды последних лет посвящены решению ряда актуальных задач Оренбургской области в сфере образования и социально-экономической сфере: теоретическое обоснование концепции управления учебным заведением в рыночных условиях; развитие рынка образовательных услуг (маркетинговый подход); современное маркетинговое управление деятельностью предприятия (стратегический маркетинг); синхронность и асинхронность колебаний производства продукции как признак выбора партнера по рынку продовольствия; формирование устойчивого агропродовольственного рынка в Российской Федерации (статистические исследования); анализ и моделирование демографических и миграционных процессов в контексте национальной безопасности (региональный аспект).
С сентября 2015 года — советник Оренбургского государственного университета.

## Общественная деятельность
1. Председатель Совета ректоров вузов Оренбургской области[3]
2. Член Совета Российского союза ректоров[10]
3. Член Общественного совета при начальнике Управления Федеральной службы по контролю за оборотом наркотиков по Оренбургской области[11]
4. Член Общественного совета при УМВД России по Оренбургской области[12]
5. Член Совета при Губернаторе Оренбургской области по реализации приоритетных национальных проектов и демографической политике[13]
6. Член межведомственной рабочей группы по соблюдению законности в сфере ЖКХ
7. Член Экспертного совета при уполномоченном по правам человека в Оренбургской области[14]
8. Член президиума регионального политического совета Оренбургского регионального отделения Партии «Единая Россия»[15]
9. Член коллегии Министерства образования Оренбургской области[16]
10. Председатель диссертационного совета Д 212.181.04 на базе ОГУ[17]
11. Председатель диссертационного совета Д 212.181.08 на базе ОГУ[17]
12. Член коллегии Министерства финансов Оренбургской области[18]

## Публикации
В. П. Ковалевский является автором 203 научных и учебно-методических работ, в числе которых 15 монографий и учебных пособий.
Монографии:
- Теоретические и методологические основы формирования регионального университетского комплекса. — М.: Экономика, 2004. — 307 с.
- Интегрально-целевой метод управления региональным университетским комплексом. — Оренбург: РИК ОГУ, 2004. — 124 с.
- Развитие рынка образовательных услуг: маркетинговый подход. — Оренбург: ГОУ ОГУ, 2008. — 109 с.
- Оренбургский государственный университет. История и современность. — Оренбург, ИПК «Южный Урал», 2001. — 400 с. (совместно с Бондаренко В. А., Анпилоговой Л. В. и др.).
- Профессиональное образование Оренбургской области: состояние, проблемы, перспективы. — М.: НИИВО, 2004. — 280 с. (совместно с Белоновской И. Д.).
- Формирование устойчивого агропродовольственного рынка в Российской Федерации: Статистические исследования. — М.: Финансы и статистика, 2008. — 288 с. (совместно с Шевриной Е. В., Афанасьевой А. В., Афанасьевым В. Н.).
- Анализ и моделирование демографических и миграционных процессов в контексте национальной безопасности (региональный аспект). — Самара: Изд-во СамНЦ РАН, 2009. — 226 с. (совместно с Буреш О. В., Реннер А. Г., Бантиковой О. И., Васяниной В. И.).
- Аккумуляция знаний в информационном пространстве региона. — М.: Финансы и статистика, 2011. — 352 с. (совместно с Буреш О. В., Жук М. А.).
- Математическое моделирование эколого-экономических рисков региона. — Москва, Изд-во «Ваш полиграфический партнер», 2012. — 138 с. (совместно с Реннер А. Г., Седовой Е. Н.).

## Награды и звания
- Медаль ордена «За заслуги перед Отечеством» II степени (2014)[19]
- Юбилейная медаль «В память 270-летия основания города Оренбурга» (2013)[20]
- Почётное звание «Заслуженный работник высшей школы Российской Федерации» (2000)[4]
- Нагрудный знак Госкомитета СССР по народному образованию «За отличные успехи в работе»
- Почётная грамота Государственного комитета Российской Федерации по высшему образованию
- Почётная грамота Министерства спорта Российской Федерации за значительный вклад в организацию и проведение XXVII Всемирной летней универсиады (Казань, 2013)
- Памятная медаль «XXVII Всемирная летняя универсиада 2013 года в г. Казани»[21]
- Почётная грамота губернатора Оренбургской области за многолетнюю плодотворную работу в сфере образования, значительный вклад в подготовку высококвалифицированных кадров и в связи с 65-летием со дня рождения (2014)[22]
- Почётная грамота Федеральной службы государственной статистики (Росстат) за весомый вклад в дело обучения, воспитания и формирования кадров для органов государственной статистики и в связи с 60-летием со дня основания ФГБОУ ВПО «Оренбургский государственный университет» (2015).[23]